# Super 45 (EP)

Super 45 es el primer ep del grupo inglés Stereolab. Su salida fue una edición limitada de aproximadamente 800 copias. Se vendió de manera casi exclusiva en conciertos, por correo, y en la tienda Rough Trade de Londres.
Las cuatro canciones de la grabación fueron posteriormente reeditadas en el sencillo Stunning Debut Album y el ep Super Electric así como en la recopilación Switched On.

## Lista de canciones
1. The Light That Will Cease to Fail
2. Au Grand Jour
3. Brittle
4. Au Grand Jour’

- Datos: Q3504099